# Sigismund Toduță

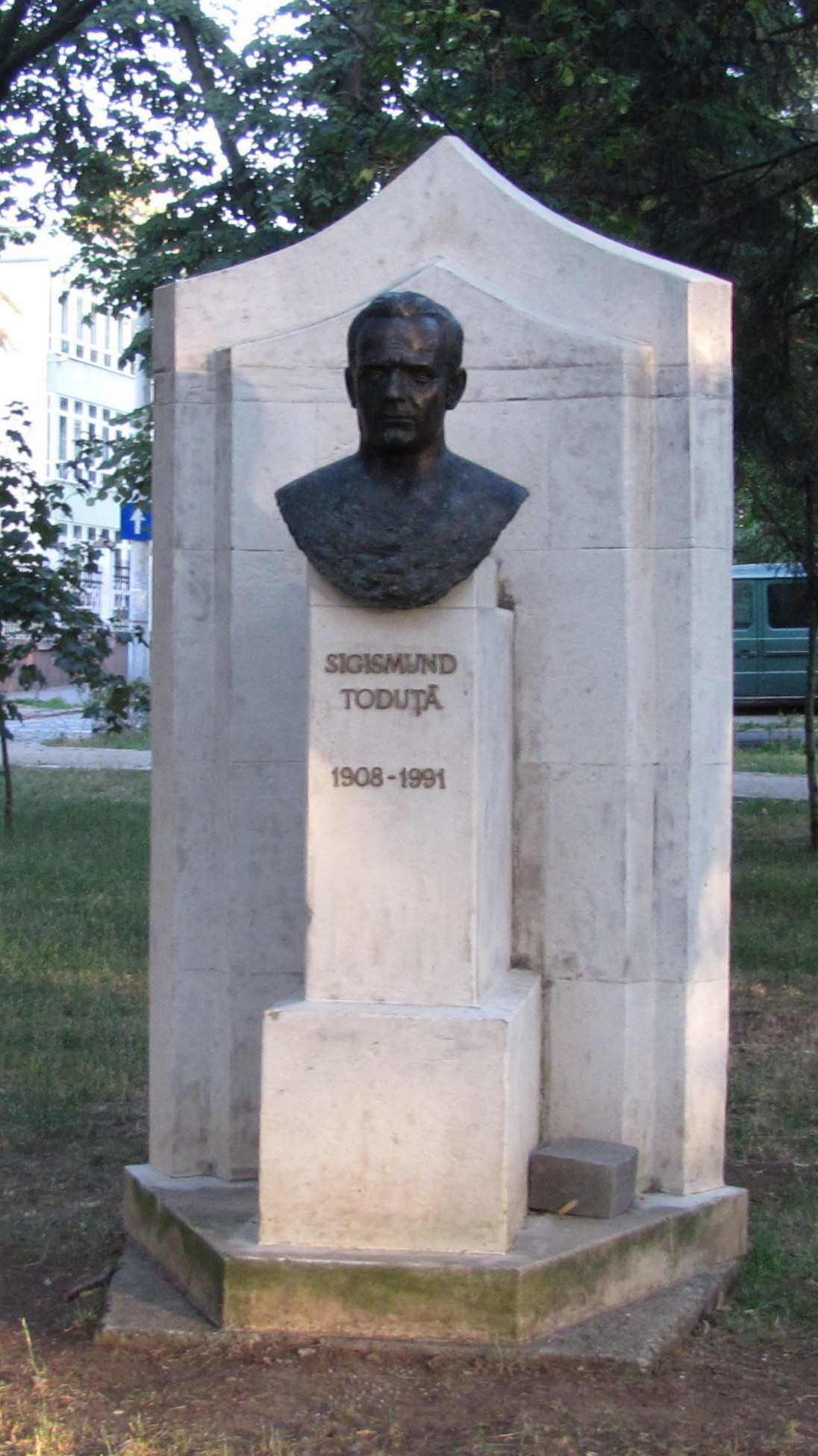
Denkmal für Sigismund Toduță in Cluj-Napoca

Sigismund Toduță (* 17. Mai 1908 in Simeria, Österreich-Ungarn; † 3. Juli 1991 in Cluj-Napoca) war ein rumänischer Komponist, Musikwissenschaftler und Lehrer sowie Mitglied der Rumänischen Akademie. Die Musikschulen von Cluj und Deva sind nach ihm benannt.

## Leben
Toduță studierte an der Hochschule für Musik und Schauspielkunst in Cluj (1926–1930 Pädagogische Fakultät, 1926–1932 Klavierabteilung, 1930–1936 Kompositionsabteilung); zu seinen Lehrern gehörten Ecaterina Fotino-Negru (Klavier) und Marţian Negrea (Komposition). Toduță spezialisierte sich auf der Akademie Santa Cecilia in Rom (1936–1938) bei Ildebrando Pizzetti (Komposition) und Alfredo Casella (Klavier) und parallel am Päpstlichen Institut für Kirchenmusik (1936–1938) in geistlicher Musik, religiöser Komposition und Orgel. Er war Musiklehrer am Heiligen Basilium-Gymnasium in Blaj (1932–1943). Später Assistent und Korrepetitor am Konservatorium für Musik und darstellende Kunst Cluj-Timişoara (1943–1944). Nach dem Krieg wurde Toduță zum künstlerischen Sekretär des Philharmonischen Orchesters „Transilvania“ in Cluj ernannt (1945–1949). Ab 1947 war er als Professor für Theorie, Solfège, Gehörerziehung, Tonsatz, Kontrapunkt und Komposition an der Gheorghe Dima Musikhochschule in Cluj (bis 1973) tätig und als Rektor von 1962 bis 1965. Zwischen 1971 und 1974 leitete er das Philharmonische Orchester in Cluj.
Er erhielt den Doktortitel in Musikwissenschaft (Rom, 1938) am Päpstlichen Institut für Kirchenmusik mit dem Thema „Transkription und Kommentieren einiger ungewöhnlicher Jugendwerke, die von Giovanni Francesco Anerio unterzeichnet wurden“. Er war der erste Rumäne mit diesem akademischen Titel und wurde 1968 mit der wissenschaftlichen Leitung der Doktorthesen in fünf Bereichen der Musik betraut. Auch wurde er Mitglied der Akademie für Sozial- und Politikwissenschaften (seit 1970) und Mitglied der Rumänischen Akademie (seit März 1991).
Seine schöpferische Arbeit wurde mit vielen Auszeichnungen gewürdigt (siehe unten).
In den drei Entstehungsperioden von Sigismund Toduță kann man Tendenzen der Annäherung und Kombination von gregorianischer und byzantinischer religiöser Musik mit rumänischer Volksmusik innerhalb der Formen der klassischen europäischen Musik beobachten. Es zeigen sich Elemente der Neorenaissance und des Neobarocks in der ersten Schaffungsperiode; die letzte Periode weist eine Ausrichtung zur Heterophonie und einen hochchromatischen Modalismus auf. Sigismund Toduță hatte eine klare Neigung, große Formen zu kultivieren, wobei Instrumental-, Gesangs- oder Chorminiaturen nicht ausgeschlossen sind.
Er war der erste rumänische Komponist, der nach George Enescu und Paul Constantinescu einen wahren persönlichen Stil erreichte.

## Werke

### Choral-sinfonische Musik
- Messe für gemischten Chor mit Orgelbegleitung (1937)
- Psalm 97, für gemischten Chor, Solisten und Orchester (1938–39).
- Psalm 133, für Chor, Solisten und Orchester.
- Die Kinder singen, Satz von Chören gleicher Stimmen und Streichorchester, Verse von Ana Voileanu-Nicoară (1960)
- Ballade der Flagge, für Sopran, gemischten Chor und Orchester, Verse von Victor Tulbure (1961)
- Das Schaf: Ballade-Oratorium für Solisten, gemischter Chor und Orchester, Volksverse (1978)

- Nach den Schritten von Horea: Oratorium für Solisten, gemischter Chor und Orchester, Volksverse (1978)
- Maestro Manole: Opernoratorium in drei Akten nach dem gleichnamigen Drama von Lucian Blaga (1980–83)
- 4 Lieder für Sopran und Orchester, Texte von W. Shakespeare, Fr. V. Schoeber, R. M. Rilke, Ch. Baudelaire.

### Symphonische und konzertante Musik
- Ekloge für großes Orchester (1933)
- Drei sinfonische Skizzen für großes Orchester (1936)
- Sinfonische Variationen für großes Orchester (1940)
- 1. Konzert für Klavier und Orchester (1943)
- 4 Stücke für Streichorchester von Valentin Greff Bakfark (1950)
- Divertimento für Streichorchester (1951)
- 1. Konzert für Streichorchester (1951)
- 1. Sinfonie (1954)
- 2. Sinfonie in d moll mit Orgel „In Erinnerung an George Enescu“ (1955)

- 3. Sinfonie „Ovid“ (1957)
- Festliche Ouvertüre (1959)
- 5. Sinfonie (1962/75)
- Konzert für Bläser und Schlagwerk (1970/1976).
- 2. Konzert für Streichorchester (1972–73)
- 3. Konzert für Streichorchester „im alten Stil“ (1974)
- Alte Siegel für Streichorchester (1974)
- Sinfonieta „Im alten Stil“ (1977)
- 4. Konzert für Streichorchester (1980)
- Konzert für Flöte und Streichorchester (1983)
- 2. Konzert für Klavier und Orchester (1986)
- Konzert für Oboe und Streichorchester (1989)

### Kammermusik
- Streichquartett (1936)
- Präludium für Klavier
- Vater Hubic gesehen von Dr. S. Toduţa für Klavier (1941)
- Stück ... für Klavier
- Passacaglia für Klavier (1943)
- 3 Skizzen für Klavier (1944)

- Sonatine für Klavier (1950)
- Suite von Liedern und Tänzen für Klavier (1951).
- Sonate für Flöte und Klavier (1952)
- 10 Weihnachtslieder für Klavier (1952)
- Sonate für Cello und Klavier (1952)
- 1. Sonate für Violine und Klavier (1953)

- Adagio für Cello und Klavier (1954).
- Sonate für Oboe und Klavier (1955)
- 4 Skizzen für Harfe (1958)
- 4 Stücke für Klavier (ca. 1958)
- 6 Stücke für Klavier (ca. 1960)
- Threnos für Klavier (1970)

- Präludium - Choral - Toccata für Klavier (1973–1974)
- Tartine für Klavier (1975)
- Joko, 4 Stücke für Harfe (1978)
- ...für den Frieden, für Klavier (1987)

- 2. Sonate für Violine und Klavier (1981)
- Sonatine für Violine und Klavier (1981)
- 6 Stücke für Oboe solo (1981)
- BACH-Sinfonie, für Orgel (1984)
- 7 Choralvorspiele für Orgel (1985)

- Rezitativ, für Klavier (um 1985)
- 2. Sonate für Flöte und Klavier (1987–88)
- Sonate für Flöte solo (1989)
- Sonate für Violoncello solo (1989)

### Chormusik
- 1. Liturgie für den Heiligen Johannes von Antiochia für gemischten Chor (1937)

- Psalm 23, für gemischten Chor (1937)
- Psalm 97, für gemischten Chor und Orgel (1938)
- Psalm 133, für Solisten, Chor und Orchester (1939)
- Archaismen, für gemischten Chor, Text von Mihail Celerianu (1942/1968)
- 20 Chöre, für gleiche Stimmen (1958–59)

- 5 Stücke aus Banat, für männliche Stimmen (1955–58)
- 10 gemischte Chöre (1950–56)
- 15 gemischte Chöre (1969)

- Triptychon, für gleiche Stimmen, mit Text von Ana Voileanu - Nicoară (1951)
- Wolke, für gleiche Stimmen, mit Text von Vlaicu Barna (1951)

- Wiegenlied, Kanon für gleiche Stimmen (1955)

- Hymne für den Frieden, für Kinderchor mit Klavierbegleitung, mit Text von Vlaicu Barna (1956)

- Codrule, als ich an dir vorbeiging, für Männerstimmen (1960)

- Höhen, für Männerstimmen, mit Text von Stefan Bitan (1961)

- 2 Madrigale, Texte von Dante, für gemischten Chor (1965)

- 6 Volkslieder (1973)

- Auf dem Fluss Babylon, für gemischten Chor (1974)

- 2. Liturgie (1974)

- Lied für Pioniere, für Kinderchor und Klavier, mit Text von Ana Voileanu Nicoară (1976)

- Der Sehnsucht nahe, 3 Madrigale mit Texten von Lucian Blaga (1978)

- 4 Madrigale, mit Texten von Lucian Blaga für gemischten Chor (1981)

- 10 Miniaturchorale, für gleiche Stimmen, mit Volksexten

- 3 Chöre, für gleiche Stimmen, mit Texten von Lucian Blaga (1986)

- Doina 1, Doina 2, Spiel, für gleiche Stimmen und Klavier, mit Volkstexten (1985)

- 2 Chöre, für gleiche Stimmen mit Texten von Ana Blandiana (1989–90)

### Lieder
- Schlafende Vögel, mit Text von Mihai Eminescu (1943)
- Dein schweigen, mit Text von Octavian Goga (1943)
- Der Regenbogen der Liebe, mit Text von Mihai Beniuc (1947)
- Schwämme, mit Text von Vlaicu Barna (1951)
- 4 Volkslieder, für Klavier (1953)
- 9. Mai 1895, mit Text von Lucian Blaga (1957)
- 14 Lieder, für Klavier, mit Texten von Lucian Blaga (1984)
- 16 Lieder, für Klavier, mit Texten von Anne Blandiana (1987)
- 5 Lieder, für Sopranstimme und Klavier, mit Texten von W. Shakespeare, Fr. V. Schoeber, R.M. Rilke, Ch. Baudelaire, E. Montale (1987)
- 5 Lieder, für Mezzosopranstimme oder Baritonstimme und Klavier, mit Texten von Lucian Blaga (1983/1988)

## Musikwissenschaftliche Schriften
Die musikalischen Formen des Barocks in den Werken von J. S. Bach. București, Editura Muzicală (Bukarest, Musikverlag).
Band I: Kleine ein- und zwei- und dreiteilige Form, 1969.
Band II: 15 Inventionen zu zwei Stimmen. 15 Inventionen zu drei Stimmen. In Zusammenarbeit mit Hans Peter Türk. 1973.
Band III. Variationsform. Rondoform. In Zusammenarbeit mit Vasile Herman. 1978.

## Orden, Auszeichnungen und Preise
- 2. Kompositionspreis  „George Enescu“ (1940)
- Robert-Cremer-Preis (1943)
- Staatspreis (1953, 1955)
- „Meisterschüler der Kunst“ (1957)
- Arbeitsorden 2. Klasse (1964)
- „George Enescu“-Preis der Rumänischen Akademie (1974)
- viermalige Auszeichnung des Komponistenverbands (1973, 1976, 1978 und 1983)

## Erbe
Das Erbe des Künstlers wird von der Sigismund-Toduță-Stiftung in Cluj-Napoca bewahrt. Zusammen mit der Gheorghe-Dima-Musikakademie organisiert sie das jährliche Internationale Festival „Sigismund Toduță“, das 2013 initiiert wurde.
Der Name des Komponisten wird Straßen und Institutionen gegeben, darunter:
- der Sigismund-Toduță-Musikhochschule in Cluj-Napoca
- der Sigismund-Toduță -Hochschule für Musik und Bildende Kunst in Deva
- der Straße, in der der Musiker in Cluj-Napoca lebte.

Eine Büste des Komponisten befindet sich im zentralen Park in Cluj-Napoca.
Das 100-jährige Jubiläum des Musikers (2008) wurde an der Universität Oldenburg durch ein Symposium gefeiert, das Toduță und der Kompositionsschule Cluj gewidmet war.